# Алдашевский аильный округ
Алдашевский аильный округ (аймак) — административная единица в Джети-Огузском районе Иссык-Кульской области Кыргызстана.
Код COATE — 41702 210 855 00 0

## Название

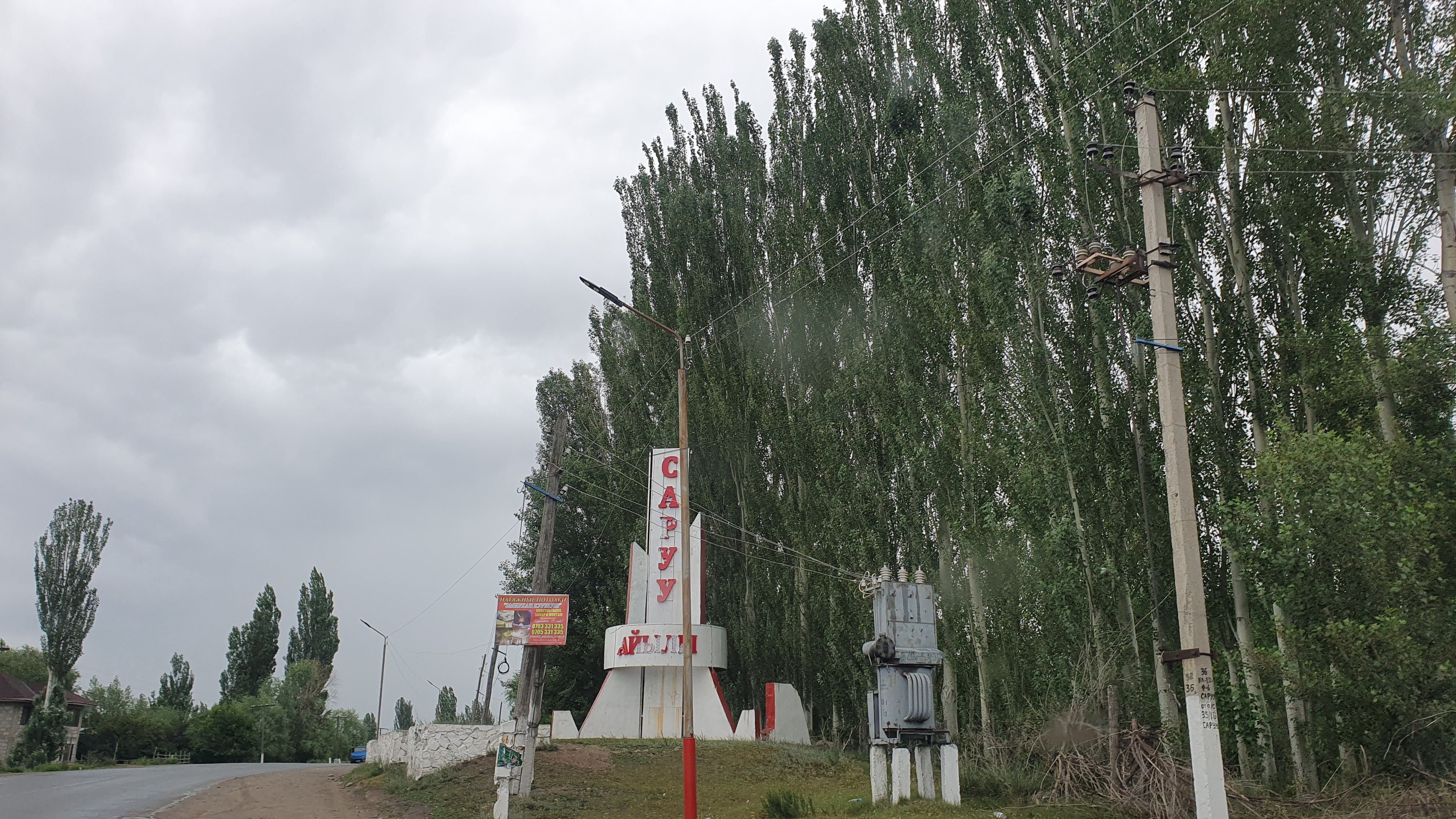
Въезд в село Саруу

Назван в честь партийного деятеля Алдашеева Байгазы.

## Население
По данным переписи 2022 года, в аильном округе проживало 8 762 человек.

## Известные уроженцы
- Данияр Кобонов — борец греко-римского стиля, двукратный чемпион Азии, призёр чемпионата мира, заслуженный мастер спорта.
- Кобонов, Данияр Омурбекович — киргизский борец греко-римского стиля, двукратный чемпион Азии, призёр чемпионата мира, заслуженный мастер спорта Кыргызской Республики.
- Алышпаев, Марат Усенович — советский и киргизский актёр театра и кино. Народный артист Кыргызской Республики (2006).
- Алдашев, Байгазы Алдашевич — советский партийный деятель.

## Административное деление
В состав Алдашевского аильного округа ныне входят населённые пункты:
- Саруу
- Джууку
- Иссык-Кель